# 中野宗時
中野宗時（？—？），是日本戰國時代的武將。伊達氏重臣。仕於伊達稙宗、伊達晴宗、伊達輝宗三代。輝宗的重臣遠藤基信的前主人。通稱常陸介。

## 生平
對稙宗的擴張政策抱持不滿，以越後上杉氏的養子問題為契機擁立晴宗而引發天文之亂，在數年的抗爭後得到勝利，令稙宗被迫隱居。宗時從晴宗手上得到特權，於是令權勢得以擴張。
晴宗在永祿7年（1564年）把家督讓予輝宗後隱居，而宗時的權勢在輝宗一代亦沒有衰減。不過在永祿13年（1570年）4月，宗時和兒子牧野久仲一同被輝宗懷疑謀反而被追殺。宗時決定前往投靠相馬盛胤而逃走，在越過二井宿峠後向太平洋側前進。在途中，因為高畠城城主小梁川盛宗、白石城城主白石宗利、內親城城主宮內宗忠、角田城城主田手宗光都與宗時有親近的關係，於是放過中野勢通過，不過在松川的渡口宮之河原（現今刈田郡藏王町宮）受到亘理城城主亘理元宗的攻撃而潰滅，宗時隻身逃往相馬的領地。
宗時和久仲通過大森城城主伊達實元和晴宗請求輝宗赦免，不過沒有成功，最後在流浪途中死去。

## 此後的中野氏
在輝宗的兒子政宗時代中，片平親綱的女婿的名稱是中野丹後時綱。
時綱和岳父親綱一同仕於政宗。在『伊達世臣家譜』中記載著瀨上氏（伊達氏庶流）中，時綱是宗時的長子，但是宗時的長男是親時，而妻子是桑折景長的女兒，而在元龜年間，親時的女兒嫁給新田義直，關於宗時的長子的記述在年代上有錯誤，因此宗時的末子被認為是親時的兒子。時綱有3個兒子，長男八藏繼承外祖父親綱家並改名為片平重綱，二男次郎成為瀨上景康的女婿而改名為瀨上景純，三男又兵衛（延貞）跟隨次兄改姓瀨上並改名為瀨上義明。
而牧野久仲的兒子為仲（宗時的孫兒）亦在政宗一代被允許歸返，宗時的血統通過牧野氏並以仙台藩藩士的身份存續。